# Davidești
Davideşti é uma comuna romena localizada no distrito de Argeş, na região de Muntênia. A comuna possui uma área de 41.87 km² e sua população era de 2950 habitantes segundo o censo de 2007.